# صموئيل إس. براون
صموئيل إس. براون (بالإنجليزية: Samuel S. Brown)‏ هو شخصية أعمال أمريكي، ولد في 15 ديسمبر 1842 في بيتسبرغ في الولايات المتحدة، وتوفي في 11 ديسمبر 1905.